# Astatotilapia desfontainii
Espèce
Astatotilapia desfontainii est une espèce de Cichlidae endémique de la région des chotts en Algérie et en Tunisie. On la trouve dans les cours d'eau et les canaux d'irrigation desservant les oasis. Cette espèce est menacée par la destruction de son habitat.